# 白石太一郎
白石 太一郎（しらいし たいちろう、1938年11月14日 - ）は、日本の考古学者。国立歴史民俗博物館名誉教授、総合研究大学院大学名誉教授。大阪府立近つ飛鳥博物館名誉館長。

## 経歴
1938年、大阪府大阪市に生まれた。大阪星光学院高等学校を経て、1961年同志社大学文学部文化学科文化史専攻を卒業。同大学院文学研究科文化史専攻に進み、1964年に修士課程修了、1968年に同博士課程を単位取得満期退学した。
1986年4月より古代学協会研究員に就いた。翌1969年8月より奈良県立橿原考古学研究所に勤務。1978年に文化庁国立歴史民俗博物館設立準備室調査官となり、国立歴史民俗博物館の設立準備にあたった。1981年に同館が開館すると、同館助教授に就いた。1984年に教授(総合研究大学院大学教授)昇格。同副館長を務めた。2004年、国立歴史民俗博物館(総合研究大学院大学)を定年退職し、名誉教授となった。2004年4月からは奈良大学文学部教授として教鞭をとった。2009年に奈良大学を定年退職。その後は大阪府立近つ飛鳥博物館館長。
放送大学客員教授ほか多数の大学で客員教授を兼任し、文化庁国宝高松塚壁画恒久保存対策検討会委員など遺跡や文化財保存に関わる委員を務めた。

## 受賞・栄典
- 2002年：雄山閣考古学賞を受賞。
- 2020年：地域文化功労者表彰[3]。

## 研究内容・業績
専門は日本考古学で日本の古代国家・古代文化形成過程の解明を目指している。
見解
- 邪馬台国畿内説支持派。
- 邪馬台国の時代の土器の移動に関する研究から神武東征伝説については、史実ではなかった可能性を指摘している。[4]
- 箸墓古墳の被葬者を卑弥呼に比定し、古墳が造られた年代順から天理市の西殿塚古墳を台与の墓であると考察している。[5]

## 著作
著書
- 『墳丘と内部構造』(古墳の知識 1) 東京美術・考古学シリーズ 1985
- 『古墳の造られた時代』(日本のあけぼの 5) 毎日新聞社 1989
- 『古墳の語る古代史』歴史民俗博物館振興会・歴博ブックレット 1998
  - 岩波現代文庫 2000
- 『古墳とヤマト政権 古代国家はいかに形成されたか』文藝春秋<文春新書> 1999
- 『古墳と古墳群の研究』塙書房 2000
- 『古墳とその時代』山川出版社・日本史リブレット 2001
- 『考古学と古代史の間』筑摩書房・ちくまプリマーブックス 2004
  - ちくま学芸文庫 2009
- 『近畿の古墳と古代史』学生社 2007
  - 吉川弘文館<読みなおす日本史> 2022 ISBN　9784642075145
- 『東国の古墳と古代史』学生社 2007
  - 吉川弘文館<読みなおす日本史>  2022 ISBN　9784642075152
- 『考古学からみた倭国』青木書店 2009
- 『古墳と古墳時代の文化』塙書房 2011
- 『古墳からみた倭国の形成と展開』敬文舎・日本歴史私の最新講義 2013
- 『古墳の被葬者を推理する』中央公論新社<中公叢書> 2018

共編著
- 『古墳 古代を考える』編 吉川弘文館 1989　ISBN　9784642021470
- 『終末期古墳と古代国家 古代を考える』編　吉川弘文館　2005　ISBN　9784642021944
- 『古墳時代の工芸』(古代史復元 7) 編 講談社 1990
- 『古代編 1 古墳～飛鳥時代』(争点日本の歴史 第2巻) 吉村武彦共編 新人物往来社 1990
- 『古代編1 古墳～飛鳥時代』(新視点日本の歴史 第2巻) 吉村武彦共編 新人物往来社 1993
- 『藤ノ木古墳 斑鳩に花開く東アジアの古代』(日本の古代遺跡を掘る 5) 前園実知雄共著、読売新聞社 1995
- 『歴史考古学 発掘された飛鳥・奈良・平安時代』編著 放送大学教育振興会 1995
- 『シンポジウム日本の考古学 古墳時代の考古学』東潮・高木恭二・赤塚次郎共著、学生社 1998
- 『発掘された古代日本』編著 放送大学教育振興会 1999
- 『日本の時代史 倭国誕生』編 吉川弘文館 2002 ISBN　9784642008013
- 『考古学と歴史』編 放送大学教材 2004
- 『列島の古代史 ひと・もの・こと』全8巻、上原真人・吉川真司・吉村武彦共編 岩波書店 2005-2006

1. 『古代史の舞台』
2. 『暮らしと生業』
3. 『社会集団と政治組織』
4. 『人と物の移動』
5. 『専門技能と技術』
6. 『言語と文字』
7. 『信仰と世界観』
8. 『古代史の流れ』

- 『終末期古墳と古代国家 古代を考える』編 吉川弘文館 2005
- 『邪馬台国からヤマト王権へ 纒向遺跡の新発見が語るもの 講演会・シンポジウムの記録』

橋本輝彦・坂井秀弥共著 奈良大学ブックレット：ナカニシヤ出版 2010
- 『邪馬台(ヤマト)国 唐古・鍵遺跡から箸墓古墳へ』水野正好・西川寿勝共著、雄山閣 2010
  - 増補版 2015年
- 『天皇陵古墳を考える』編 今尾文昭・高橋照彦・森田克行共著、学生社 2012

その他
- 『古墳と国家形成期の諸問題 白石太一郎先生傘寿記念論文集』同編集委員会編、山川出版社 2019

## 資料
- 「白石太一郎先生年譜」『文化財学報』第27号、奈良大学文学部文化財学科、2009年3月、5-8頁、CRID 1050019058225971200、ISSN 09191518。